# Edward Ferry
Edward Payson "Ed" Ferry (født 18. juni 1941 i Seattle, Washington, død 18. september 2023) var en amerikansk roer og olympisk guldvinder.

## Rokarriere
Perry kom efter OL i 1960 med i den amerikanske toer med styrmand sammen med Conn Findlay og styrmand Kent Mitchell og blev amerikansk mester med disse i 1961 og 1962, hvorpå de blev guldvindere ved de panamerikanske lege i 1963 (her dog med Charles Blitzer som styrmand.  Perry, Findlay og Mitchell blev derpå udtaget til OL 1964 i Tokyo. Amerikanerne vandt deres indledende heat sikkert, og i finalen var de fra midt i løbet i spidsen og vandt en komfortabel sejr, mens Frankrig blev nummer to og Holland nummer tre.

## Videre karriere
Ferry gik egentlig på Stanford University, men var i gang med at gøre tjeneste i to år som fændrik i den amerikanske flåde på den tid, han var med ved OL. Han kom tilbage til Stanford og tog sin eksamen, hvorpå han tog en MBA-eksamen på University of Pennsylvania. I 1970'erne rejste han i mere end to år rundt i Europa og Afrika. Dette førte til, at han grundlagde firmaet Tent'n'Trek, der gav high school-elever mulighed for at få seksugers campingture til forskellige lande. Ferry lukkede firmaet igen i 1986, hvorpå han gik ind i byggebranchen i Californien.

## OL-medaljer
- 1964:  Guld i toer med styrmand